# Los Verdes-Grupo Verde
Los Verdes-Grupo Verde (LV-GV) es un partido político español de carácter ecologista y ámbito nacional fundado en abril de 1994 como lista electoral (denominada entonces solamente Grupo Verde) para presentarse a las elecciones europeas de dicho año. Desde 2014, LV-GV forma parte de la coalición Recortes Cero y, en las instituciones donde no se presenta a las elecciones, pide el voto para Equo o equivalente (o para la candidatura que integre a Equo o equivalente). LV-GV suele ser conocido como el Grupo Verde para no confundirlo con otras organizaciones que usan el nombre "Los Verdes".
El Grupo Verde tiene por presidente y portavoz a Esteban Cabal desde su creación, y es la principal organización política de la Mesa de Unidad de los Verdes desde que la promovió en 2006, y a través de la que se coordinan con otros partidos como Los Verdes Ecopacifistas. No forma parte del Partido Verde Europeo (que es representado en España por Verdes Equo excepto en Cataluña, donde lo hace Esquerra Verda) y no debe confundirse con la Federación de Los Verdes, el anterior representante español del PVE y de la que LV-GV se escindió en 1994 por diferencias políticas.
Desde 2014 a 2020 se presentan con Recortes Cero, coalición formada y liderada por la Unificación Comunista de España (UCE) (donde militaba la cabeza de lista). Desde mayo de 2020 están casi inactivos, donde no se presentan piden el voto para la candidatura que integre a Verdes Equo según elecciones. En municipales y autonómicas de 2023 en Canarias integraron la coalición Drago Verdes Canarias.

## Historia y evolución
Los Verdes-Grupo Verde nació en 1994 cuando un grupo de personas del movimiento ecologista español decidieron formar una candidatura para las elecciones europeas al encontrarse los Los Verdes en medio de una situación de profunda división que había llevado pocos años antes a la salida de un grupo de militantes para fundar Los Verdes Ecopacifistas.
La nueva lista estaba encabezada por Esteban Cabal, concejal de Participación Ciudadana por Los Verdes de Madrid en Rivas-Vaciamadrid desde 1991, en coalición con Izquierda Unida y PSOE, quien había protagonizado varias disputas con la dirección de Los Verdes. El grupo descontento con Los Verdes que fundó Grupo Verde discrepaba principalmente en la política de coaliciones a seguir, defendiendo que las alianzas con el PSOE o con Izquierda Unida supondrían la desaparición del proyecto ecologista.[cita requerida] Por su parte, al año siguiente, Los Verdes se reconfiguró como una confederación de partidos regionales, apostando por buscar acuerdos con otras formaciones.

### Los procesos de unidad
Tras años de escisiones y diferencias, en la primera década del siglo XXI se multiplicaron los intentos para concentrar a todos los grupos políticos españoles de carácter ecologista en una única organización, para terminar con la dispersión de fuerzas entre los partidos verdes de España y evitar la disgregación del voto ecologista. Con este objetivo, en 2006, Los Verdes-Grupo Verde impulsaron la Mesa de Unidad de los Verdes, tratando de agrupar a otros partidos verdes y decidiendo presentar candidaturas propias sin establecer alianzas electorales. Sin embargo, esta plataforma se creó sin intentar llegar antes a un acuerdo con la Confederación de Los Verdes[cita requerida], por lo que no está presente ningún partido miembro de ésta.
Después de las elecciones generales de 2008, varios partidos pertenecientes a la Confederación pusieron en marcha un nuevo intento de unificación de los partidos verdes a través de la Declaración de Hondarribia, que culminaría en 2011 con la fundación de Equo. A diferencia de la iniciativa de la Mesa de Unidad (que planteaba una sigla electoral a la que adherirse), el proceso de Fuenterrabía basa la unidad en el concepto de Unidad de Acción, es decir, el trabajo político conjunto y desde las bases. Así, gracias al trabajo de los grupos sectoriales formados e integrados a partir de julio de 2009 dentro de la Coordinadora Verde, se llevó a cabo la I Universidad Verde de Verano.
Respecto a la Mesa de Unidad promovida por Grupo Verde, consiguió únicamente atraerse a Los Verdes Ecopacifistas y a algunas organizaciones regionales y locales de menor tamaño, por lo que en casi todos los territorios, la Mesa de Unidad está conformada en su mayor parte por las estructuras regionales de LV-GV (ver tabla adjunta):
| Región               | Nombre                                       |
| -------------------- | -------------------------------------------- |
| España               | Los Verdes Ecopacifistas                     |
| Andalucía            | Los Verdes-Grupo Verde de Andalucía          |
| Aragón               |                                              |
| Asturias             | Los Verdes-Grupo Verde de Asturias           |
| Baleares             | Los Verdes-Grupo Verde                       |
| Baleares             | Grupo Verde Europeo de Ibiza y Formentera    |
| Canarias             | Los Verdes-Grupo Verde de Canarias           |
| Canarias             | Partido Verde Canario                        |
| Canarias             | Iniciativa por El Rosario-Los Verdes         |
| Cantabria            | Los Verdes-Grupo Verde de Cantabria          |
| Castilla-La Mancha   | Los Verdes-Grupo Verde de Castilla-La Mancha |
| Castilla y León      | Los Verdes-Grupo Verde de Castilla y León    |
| Cataluña             | Els Verds-Alternativa Ecologista             |
| Cataluña             | Els Verds-Grup Verd                          |
| Ceuta                | Los Verdes-Grupo Verde de Ceuta              |
| Comunidad Valenciana | Los Verdes-Grupo Verde Comunidad Valenciana  |
| Extremadura          |                                              |
| Galicia              | Os Verdes-Grupo Verde                        |
| Comunidad de Madrid  |                                              |
| Región de Murcia     | Los Verdes-Grupo Verde de Murcia             |
| Melilla              | Los Verdes-Grupo Verde de Melilla            |
| Navarra              | Los Verdes-Grupo Verde de Navarra            |
| País Vasco           |                                              |
| La Rioja             |                                              |

El principal punto conflictivo entre ambas organizaciones consiste en la estrategia de la Confederación que permite a los partidos miembros realizar acuerdos electorales y/o presentarse a las elecciones en listas conjuntas con otros partidos, como el PSOE, IU, ICV o ERC. En un documento de estrategia de 2006, los miembros de la Mesa de Unidad rechazaron esta estrategia, comprometiéndose a presentar candidaturas propias sin establecer alianzas electorales.
Otra iniciativa para aglutinar los partidos verdes es la llevada a cabo entre los representantes catalanes de la Confederación y de LV-GV en la constitución de una llamada Coordinadora de Los Verdes, que firmaron el 9 de enero de 2010 un pre-acuerdo político de acción conjunta. Sin embargo no se llevó a cabo puesto que este acuerdo no fue ratificado por la Confederación de Los Verdes en su XI Congreso de Torrevieja, ya que existía un amplio rechazo al acuerdo, con lo que no tiene ninguna vigencia real.
El Partido Verde Europeo (PVE) se marcó en octubre de 2009 el objetivo de impulsar los partidos verdes en aquellos países con gran población y escasa presencia verde, como España, Italia o Polonia, durante la celebración del XI Consejo del PVE. A esta reunión acudieron 3 representantes de la Coordinadora Verde de Fuenterrabía (Florent Marcellesi, Rafa Font y Annette Muggenthaler). Entre las medidas, se propuso una reunión del PVE a principios del 2010 en Madrid coincidiendo con la Presidencia española de la Unión Europea para presentar a la sociedad española su política del Green New Deal.

### Alianza con Izquierda Unida (2010-2012)
El 24 de septiembre de 2010, Los Verdes-Grupo Verde e Izquierda Unida anunciaron un acuerdo que emplazaba a ambas organizaciones a avanzar en procesos de convergencia política y social dentro de la Refundación de la Izquierda. El acuerdo incluía "constituir una mesa de trabajo" para elaborar "un nuevo programa político, con el que se sienta representado el conjunto de las organizaciones políticas de izquierda y de las organizaciones ecologistas, feministas y pacifistas", "destinado a superar el capitalismo".
El acuerdo de convergencia formalizado con IU en 2010 incluía la formalización de acuerdos preelectorales en varios municipios y comunidades autónomas. Por ello, en varios lugares de España hubo candidaturas conjuntas. En la Comunidad de Madrid, LV-GV se integraron, junto con Gira Madrid-Los Verdes, en una coalición con Izquierda Unida (con la denominación Izquierda Unida-Los Verdes). Su líder, Esteban Cabal, fue el número 23 de la lista de IU para la Asamblea de Madrid. LV-GV sí que obtuvo representación en el ayuntamiento de Alcorcón y otros municipios.
Para las elecciones generales de noviembre de 2011 apoyaron en Euskadi la coalición Izquierda Unida-Los Verdes: Ezker Anitza. El responsable de Grupo Verde en el País Vasco, Alex Corrons, presentó la coalición junto al coordinador general de Ezker Anitza en una rueda de prensa en Bilbao, en la que defendieron un nuevo modelo económico alternativo al capitalismo con un componente de sostenibilidad.
En las elecciones de Asturias de 2012, LV-GV se incorporaron a una coalición con Bloque por Asturies y Unidá Nacionalista Asturiana (UNA). El nombre de la misma fue Bloque por Asturies-Unidá Nacionalista Asturiana-Los Verdes-Grupo Verde: Compromisu por Asturies y las siglas BLOQUE POR ASTURIES-UNA-LV-GV.
En enero de 2012 LV-GV decidieron promover una demanda de conciliación contra Izquierda Unida Comunidad de Madrid acusándoles de incumplir los acuerdos electorales y el 26 de abril, el presidente de LV-GV, anunciaba que la coalición con IU en Madrid estaba rota, acusándoles de haber incumplido los acuerdos electorales y de delincuentes. En marzo, el concejal de LV-GV en Alcorcón fue expulsado del grupo municipal de IU-LV.
En enero de 2012 LV-GV deciden denunciar a Izquierda Unida Comunidad de Madrid por un supuesto incumplimiento de los acuerdos electorales situación que les lleva a romper también con el partido Gira Madrid-Los Verdes. En abril de 2012, el presidente de LV-GV, Esteban Cabal, declaraba la ruptura total de los acuerdos entre su partido e IU tachándolos de delincuentes.
Para las elecciones al Parlamento Vasco de 2012 pidieron el voto para Laura Mintegi, candidata de Euskal Herria Bildu.

### Con Recortes Cero (2014-2020)
De cara a las Elecciones al Parlamento Europeo de 2014, LV-GV se une a la Agrupación de Electores Recortes Cero, encabezada por Nuria Suárez. fue apoyada o conformada por la Unificación Comunista de España (UCE), donde militaba la cabeza de lista, Los Verdes-Grupo Verde (LV-GV) - Els Verds - L'Alternativa Ecologista - Los Verdes Ecopacifistas el Grupo Verde Europeo (GVE), el Partido de la Transparencia Democrática (PTD), el Partido Demócrata Social y Autonomista (PDSA), el Partido Los Parados y la Alternativa Calviá, además de entidades como la Asociación Ecologista Planeta Verde y la Asociación Democracia Real Ya.
Esta coalición se mantendría desde entonces en los distintos procesos electorales sucedidos en España, tanto a nivel municipal y autonómico como en las elecciones generales y europeas. En las Elecciones a la Asamblea de Madrid de 2021, Grupo Verde se presentaron en coalición con Recortes Cero, Unificación Comunista de España, Partido Castellano-Tierra Comunera, Demos+, VIVA!, Vecinos Municipalistas y Verdes - Independientes de Soto.
Tras el fracaso en Elecciones generales de España de noviembre de 2019 donde no lograron llegar al 1,00% de los votos en ninguna circunscripción el partido está casi disuelto (desde mediados de 2020 el partido parece estar inactivo), y su única actuación ha consistido en replicar, modificándolo un manifiesto previamente publicado por otras organizaciones verdes.
En las instituciones donde no se presenta a las elecciones, pide el voto para Verdes Equo o equivalente (o para la candidatura que integre a Equo o equivalente).

## Resultados electorales
El 15 de marzo de 2006 la Mesa de Unidad anunció la presentación de listas a las municipales y autonómicas de 2007. En las elecciones generales españolas de 2008 Los Verdes-Grupo Verde obtuvo 30.840 votos (0,12%) en las 11 provincias en las que concurrió en solitario, a los que hay que sumar los obtenidos por las coaliciones en las que concurrió en otras provincias.

### Elecciones generales
| Generales de 1996 | 17.177 | 0,07% | |
| Generales de 2000 | 20.618 | 0,09% | Muy por detrás de la Confederación de Los Verdes (70.906 votos) y casi empatados con los Verdes Ecopacifistas (22.220 votos).                            |
| Generales de 2004 | 12.749 | 0,05% | |
| Generales de 2008 | 30.840 | 0,12% | Resultados de las candidaturas propias de LV-GV, sin contar los votos que obtuvieron presentándose en coalición en determinadas provincias.              |
| Generales de 2011 | -      | -     | En coalición con Izquierda Unida. En Euskadi apoyaron a la candidatura Izquierda Unida-Los Verdes: Ezker Anitza, desvinculándose de Ezker Batua-Berdeak. |

Desde las Elecciones generales de 2015 Grupo Verde forman parte de la candidatura Recortes Cero. 

### Elecciones europeas
Desde su creación, Los Verdes-Grupo Verde se han presentado a todos los comicios europeos, sin conseguir representación. 
| Elecciones al Parlamento Europeo de 1994 | 109.567 | 0,59% | Esteban Cabal   | 11º | Como Grupo Verde |
| Elecciones al Parlamento Europeo de 1999 | 138.835 | 0,66% | Esteban Cabal   | 10º | Por detrás de Los Verdes-Las Izquierdas de los Pueblos, la candidatura en la que se presentó la Confederación                  |
| Elecciones al Parlamento Europeo de 2004 | 68.536  | 0,44% | Josefina Fraile | 7º  | Parte de la coalición Los Verdes - Grupo Verde Europeo, con Els Verds - Alternativa Verda y Los Verdes de la Región de Murcia. |
| Elecciones al Parlamento Europeo de 2009 | 89.147  | 0,57% | Kristien Lesage | 8º  | Parte de la coalición Los Verdes - Grupo Verde Europeo, con Verdes del Mediterráneo y Grupo Verde Europeo                      |

Desde partir de las Elecciones al Parlamento Europeo de 2014 LV-GV se presentan en coalición con Recortes Cero.

## Programa político
Su programa se estructura en torno a 4 grandes ejes:
- Reconciliar a la humanidad con la naturaleza
- Aplicar los principios de la Economía ecológica (Reconversión ecológica de la industria; utilización de energías renovables, agricultura ecológica, transporte público…)
- Proteger y ampliar los derechos sociales (semana de 35 horas, derecho a un entorno urbanístico humano...)
- Profundización de la democracia e igualdad (sistema electoral más proporcional, ley de referéndums vinculantes, ley de iniciativa legislativa popular menos restrictiva, desarme y desmilitarización...)

## Controversias
En las Elecciones municipales de 2011 en Zaragoza, la candidatura de Los Verdes-Grupo Verde incluyó a miembros de partidos de Extrema derecha como el Movimiento Social Republicano y Democracia Nacional, situación que a punto estuvo de repetirse en varias candidaturas de Tenerife. La presencia de neonazis en sus listas generó bastante polémica, dado que Esteban Cabal, además de negar la probada militancia ultraderechista de los miembros de su lista, se encontraba como presidente de LV-GV negociando con Izquierda Unida un acuerdo de coalición a nivel estatal.
La candidatura Recortes Cero se presenta desde 2014 a las elecciones en coalición con Grupo Verde (con Esteban Cabal en el número 2 de las listas de Recortes Cero para las Elecciones al Parlamento Europeo de 2014, y repitiendo puesto en los comicios de 2019), lo que desató nuevas polémicas, debido al carácter de secta destructiva que diversos colectivos adjudican a la Unificación Comunista de España, el partido hegemónico en dicha coalición; que a pesar de definirse como comunista, pidió el voto para los partidos liberales Unión Progreso y Democracia y Ciudadanos durante los años anteriores a la formación de la candidatura Recortes Cero.
En noviembre de 2020, en medio de la pandemia global de coronavirus, sale a la luz en un artículo de El País una entrevista de Esteban Cabal en la que afirma que la versión oficial (de la pandemia) "es absolutamente falsa" desarrollando vagamente su versión de los hechos. La entrevista también habla del think tank que creó tres meses antes de la entrevista para construir una "narrativa alternativa" a la oficial. El artículo le tilda de "conspiranoico".

## Elecciones generales de España de 2023
- En algunas circunscripciones integran o piden el voto para la Candidatura Recortes Cero y en otras circunscripciones integra o piden el voto para la candidatura Sumar (coalición).

### Elecciones Canarias
- Elecciones al Parlamento de Canarias de 2023, Elecciones municipales de 2023 en Canarias y Elecciones a los Cabildos Insulares de Canarias 2023: Drago Verdes Canarias. El 3 de marzo de 2023, Drago Canarias, junto a Verdes Equo Canarias-Los Verdes de Canarias y Los Verdes-Grupo Verde-El Partido Verde Canario anunciaron que concurrirían juntas bajo la denominación 'Drago Verdes Canarias'. El objetivo de esta alianza es la defensa y el desarrollo de Canarias desde la sostenibilidad como base para un futuro económico, social y cultural. Drago Verdes Canarias también quiere dignificar la vida institucional y social en Canarias ante el descrédito de la clase política y movilizar a los canarios para que no se abstengan a votar. Él cabeza de lista a la Asamblea de Canarias 2023 por la circunscripción de Gran Canarias es Pedro Pablo Medina que pertenece al partido político Los Verdes-Grupo Verde-El Partido Verde Canario.[59]
- Elecciones generales de España de 2023: Drago Verdes Canarias se integró en todas las circunscripciones de Canarias tanto al Congreso de los Diputados como al Senado en la coalición Sumar.